# Prospalta funesta
Prospalta funesta là một loài bướm đêm trong họ Noctuidae.